# Опалёв, Иван Васильевич
Ива́н Васи́льевич Опалёв (1906—1956) — гвардии майор Советской армии, участник Великой Отечественной войны, Герой Советского Союза (1945).

## Биография

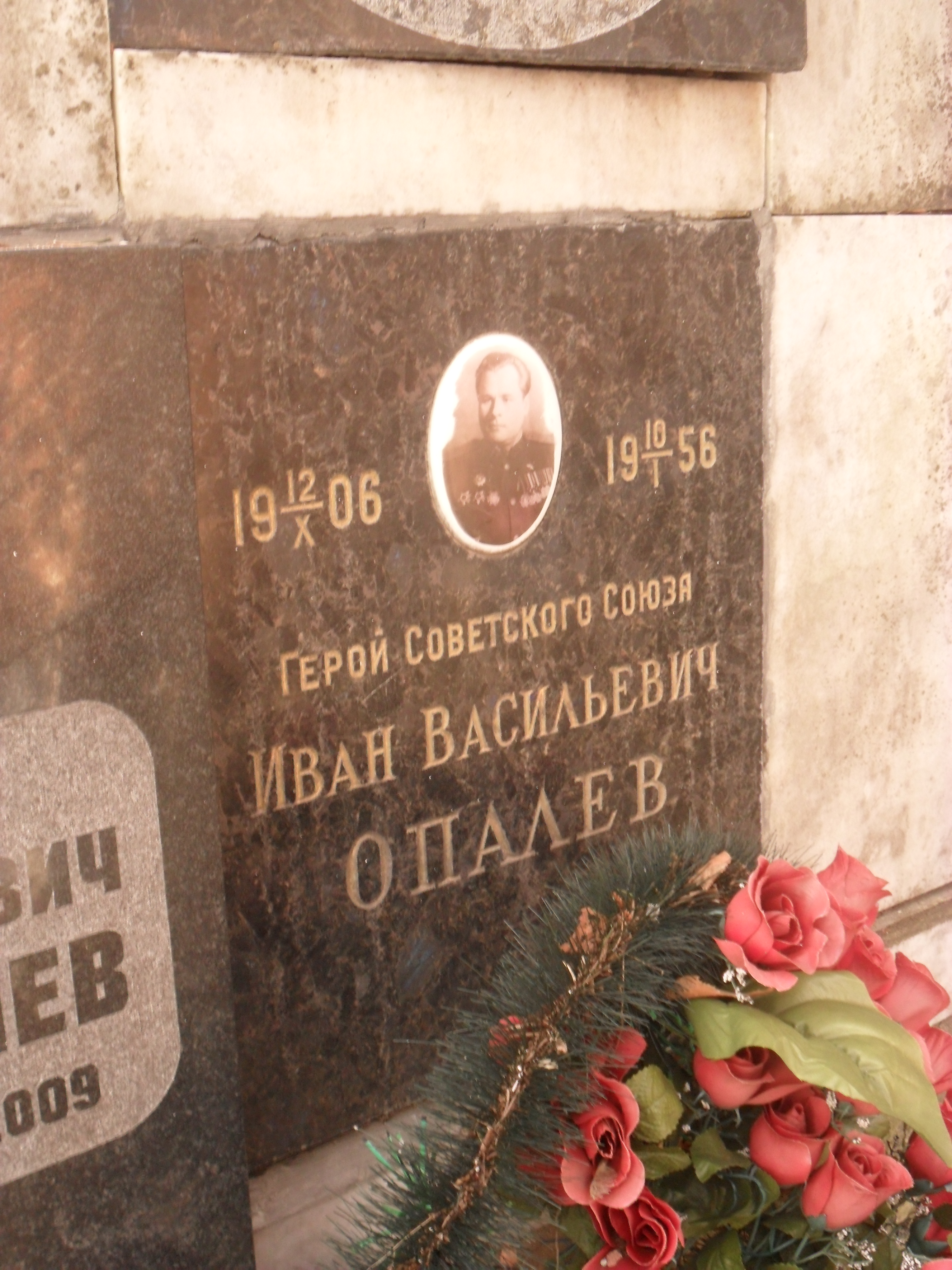
Могила Опалёва на Новодевичьем кладбище Москвы.

Иван Опалёв родился 12 (25) октября 1906 года в деревне Удмуртские Ключи (ныне — Глазовский район Удмуртии). Окончил семь классов школы. В 1921—1923 годах проходил службу в Рабоче-крестьянской Красной Армии, окончил Ижевскую военно-техническую школу. Демобилизовавшись, окончил совпартшколу и льноводческие курсы. Находился на хозяйственных должностях. В августе 1941 года Опалёв повторно был призван в армию. В том же году он окончил курсы усовершенствования командного состава и был направлен на фронт Великой Отечественной войны.
К октябрю 1944 года гвардии майор Иван Опалёв командовал 40-м гвардейским отдельным миномётным дивизионом 7-го механизированного корпуса 2-го Украинского фронта. Отличился во время освобождения Румынии и Венгрии. В период с 6 по 28 октября 1944 года дивизион Опалёва участвовал в освобождении городов Орадя, Дебрецен, Карцаг, Дьома, Кисуйсаллаш, уничтожив в общей сложности 3 танка, 17 бронемашин, более 80 автомашин, 10 артиллерийских орудий, большое количество боевой техники и живой силы противника. В тех боях Опалёв неоднократно поднимал свой дивизион в контратаки.
Указом Президиума Верховного Совета СССР от 24 марта 1945 года за «образцовое выполнение боевых заданий командования на фронте борьбы с немецкими захватчиками и проявленные при этом мужество и героизм» гвардии майор Иван Опалёв был удостоен высокого звания Героя Советского Союза с вручением ордена Ленина и медали «Золотая Звезда» за номером 3752.
Участвовал в боях советско-японской войны. В 1946 году Опалёв был уволен в запас. Проживал и работал в Москве. Скончался 10 января 1956 года, похоронен в колумбарии Новодевичьего кладбища Москвы.
Был также награждён двумя орденами Красного Знамени, орденами Кутузова 3-й степени, Александра Невского и Отечественной войны 1-й и 2-й степеней, рядом медалей.